# Apollo 8
Apollo 8 – druga załogowa misja kierowana przez amerykańską agencję kosmiczną NASA w ramach programu Apollo. Apollo 8 było pierwszą misją, która wyniosła ludzi poza orbitę okołoziemską. Pierwsza misja w historii, podczas której człowiek okrążył Księżyc. Misja Apollo 8 trwała 6 dni i 3 godziny: przeciwną stronę Księżyca osiągnięto po ponad 69 godzinach lotu, a w ciągu 20 godzin lotu wokół Księżyca, moduł załogowy dziesięciokrotnie okrążył satelitę Ziemi. Jej celem było zebranie informacji o możliwych miejscach lądowania. Z modułu załogowego tej misji, wykonano pierwsze w historii fotografie całej Ziemi.

## Podstawowe dane
źródło
- Statek kosmiczny: CSM-103, LTA-B[a]
- Rakieta nośna: SA-503
- Stanowisko startowe: 39A
- Masa startowa rakiety nośnej: 2 822 172 kg
- Masa startowa statku kosmicznego: 43 668 kg
- Masa umieszczona na orbicie okołoziemskiej: 128 002 kg
- Masa umieszczona na orbicie okołoksiężycowej: 21 202 kg
- Start: 07:51:00 EST
- Azymut startu: 72°
- Orbita okołoziemska:
  - apogeum: 185,2 km
  - perygeum: 184,4 km
- Orbita okołoksiężycowa:
  - Początkowa: 
    - aposelenium: 312,1 km
    - peryselenium: 111,1 km

  - Parkingowa (po cyrkularyzacji):
    - aposelenium: 112, 4 km
    - peryselenium: 110,6 km
- Czas trwania misji: 6 dni 3 godz. 42 s.
- Wodowanie: 10:51:42 EST, 27 grudnia 1968

## Statek kosmiczny i rakieta nośna
źródło
- Czas dostarczenia elementów AS-503 do KSC:
  - Statek kosmiczny:
    - CSM: sierpień 1968
    - LTA: styczeń 1968

  - Rakieta nośna:
    - Pierwszy stopień (S-IC): grudzień 1967
    - Drugi stopień (S-II): czerwiec 1968
    - Trzeci stopień (S-IVB): grudzień 1967
    - Instrument Unit (IU): styczeń 1968

  - Masa startowa statku kosmicznego: 43 668 kg
  - Masa startowa rakiety nośnej: 2 822 172 kg
  - Masa umieszczona na orbicie okołoziemskiej: 128 002 kg
  - Masa umieszczona na orbicie okołoksiężycowej: 21 202 kg

## Załoga
W związku ze zmianą charakteru misji, NASA zmieniła również załogę. Astronauci wyznaczeni do misji Apollo 8 zostali przesunięci do misji Apollo 9. 

### Podstawowa
- dowódca: Frank Borman (2)
- pilot modułu dowodzenia: James Lovell (3)
- pilot modułu księżycowego: William A. Anders (1)

### Rezerwowa
- dowódca: Neil A. Armstrong
- pilot modułu dowodzenia: Edwin E. Aldrin, Jr.
- pilot modułu księżycowego: Fred W. Haise, Jr.

## Główne cele misji
źródło
- Test procedur i infrastruktury naziemnej w locie załogowym z wykorzystaniem statku Apollo i rakiety Saturn V
- Przeprowadzenie testu nominalnych i alternatywnych procedur misji księżycowej według scenariusza LOR (Lunar Orbit Rendezvous), z uwzględnieniem elementów:
  - umieszczenie statku na trajektorii lotu w kierunku Księżyca (TLI – Translunar Injection)
  - prowadzenie nawigacji, łączności i korekt trajektorii lotu
  - ocena zużycia zasobów statku Apollo i zastosowanie pasywnej kontroli termicznej.

## Misja

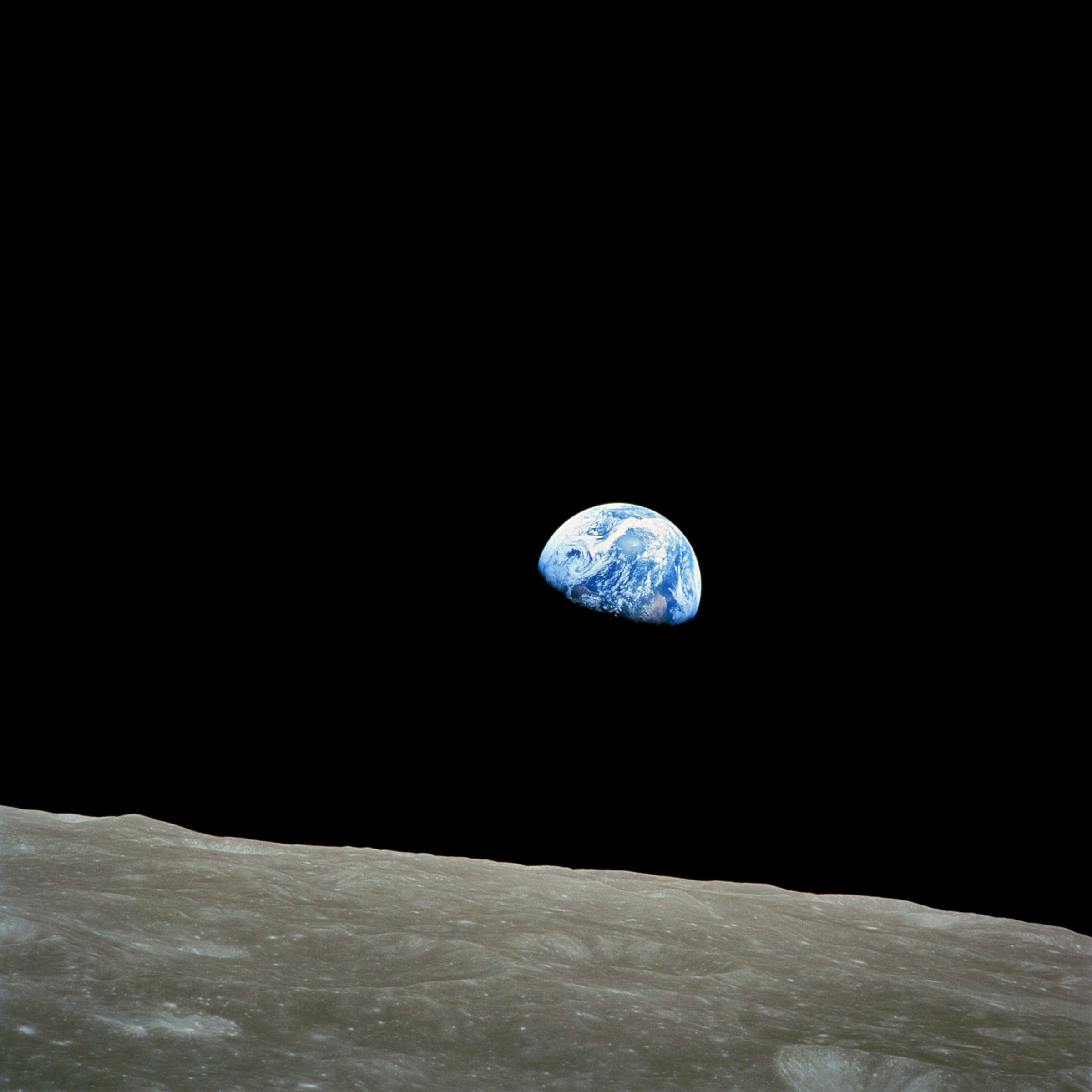
Ziemia sfotografowana w czasie misji Apollo 8 z orbity Księżyca (Wigilia Bożego Narodzenia – rok 1968)

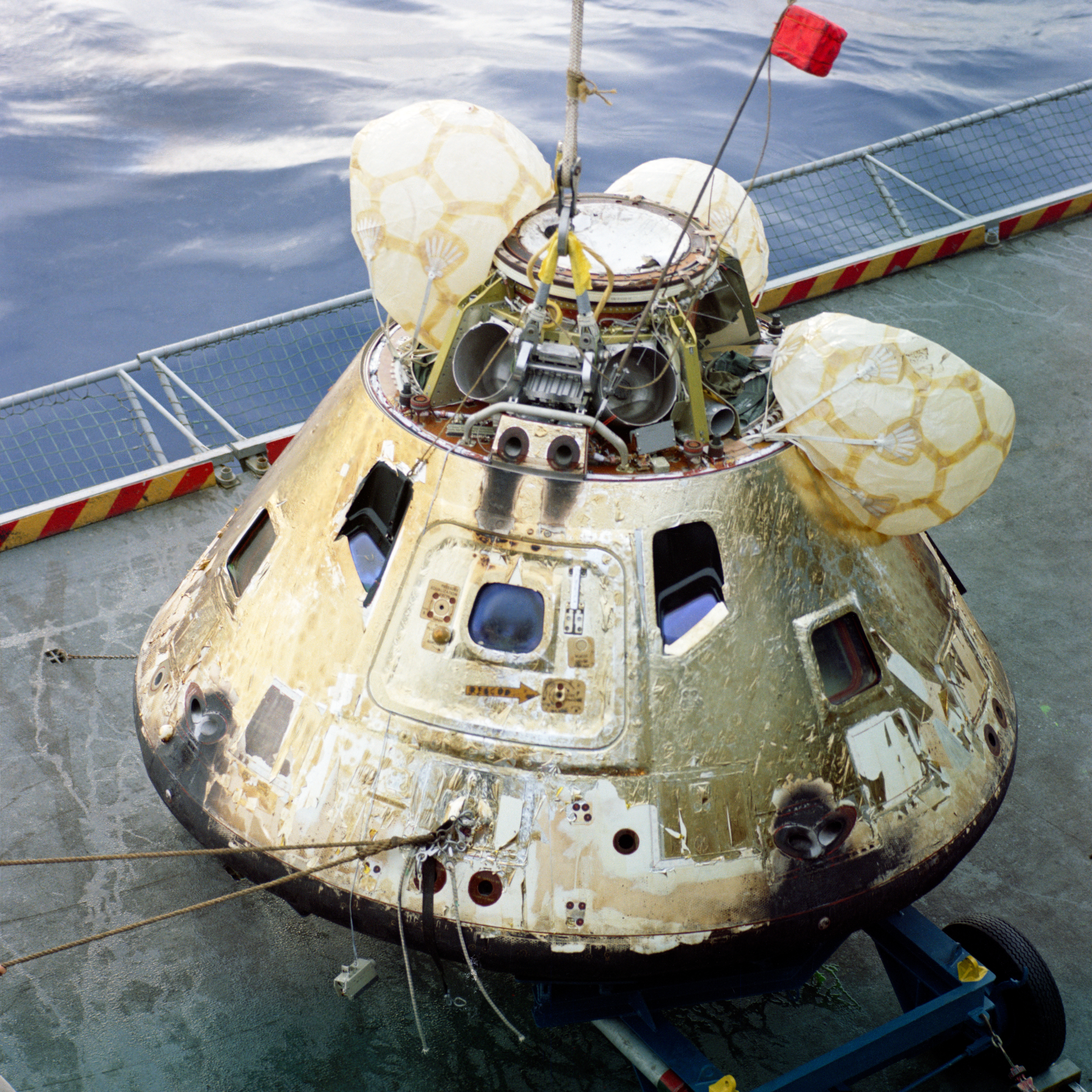
Moduł dowodzenia Apollo 8 na pokładzie lotniskowca USS Yorktown

Astronauci Apollo 8 byli pierwszymi ludźmi, którzy opuścili niską orbitę okołoziemską i odwiedzili inne ciało niebieskie. Początkowo zakładano, że następna misja po Apollo 7 będzie testem na orbicie okołoziemskiej, tak jak kolejna, Apollo 9. Plany zmieniono z obawy przed szybkimi postępami radzieckiego programu Zond, mającego na celu wysłanie wokół Księżyca pojazdu Sojuz wyniesionego przez rakietę Proton z jednym lub dwoma kosmonautami na pokładzie. Ta informacja o radzieckich zamiarach, która dotarła do NASA latem 1968 roku, spowodowała wyznaczenie nowego celu misji Apollo 8. 19 sierpnia polecono załodze rozpocząć trening do lotu na orbitę okołoksiężycową. W krótkim czasie przystosowano pojazd Apollo 8 do lotu w kierunku Księżyca, mimo że była to dopiero druga misja załogowa Apollo, i mimo braku zabezpieczenia w postaci zdublowanych systemów podtrzymywania życia na pokładzie modułu księżycowego, które później uratowały życie załogi Apollo 13. Podobna awaria zabiłaby astronautów Apollo 8.
Załoga Apollo 8 podróżowała w module dowodzenia. Statek nie posiadał modułu księżycowego. Zakłady Grummana nie mogły nadążyć z programem i żaden lądownik nie był jeszcze gotowy. Postanowiono, że pod osłoną SLA trzeciego stopnia rakiety zostanie umieszczony Lunar Module Test Article (LTA), pełniący funkcję balastu. LTA-B odbiegał od wszystkich poprzednich makiet lądownika. Był to pusty cylinder, posiadający jedynie szczątkową postać nóg, które późniejszym LM nadawały charakterystyczny wygląd pająka. Misja Apollo 8 była pierwszą misją załogową wystrzeloną przez rakietę Saturn V, która odbyła do tego czasu jedynie dwa loty. Rakieta zadziałała idealnie, podobnie jak silnik SPS modułu serwisowego wypróbowany uprzednio podczas misji Apollo 7. Pojazd wszedł na orbitę wokółksiężycową rankiem 24 grudnia 1968 roku i przez następnych 20 godzin okrążał Księżyc. Astronauci wykonali dokumentację fotograficzną i poszukiwali ewentualnych miejsc do lądowania.
W trakcie misji wykonano sześć transmisji na żywo. Podczas transmisji telewizyjnej w Wigilię Bożego Narodzenia, astronauci odczytali fragmenty Księgi Rodzaju. W tym samym dniu wykonali także słynne pierwsze kolorowe zdjęcie wschodu Ziemi nad Księżycem.
Misja Apollo 8 dowiodła, że podróż na Księżyc i z powrotem jest możliwa. Stanowiło to wielkie osiągnięcie dla programu Apollo i wskrzesiło zaufanie do programu kosmicznego, nadwerężone tragedią załogi Apollo 1.
Moduł dowodzenia jest od 1971 roku eksponatem w Muzeum Nauki i Przemysłu w Chicago. Moduł serwisowy został odrzucony przed wejściem w atmosferę, a moduł księżycowy nie stanowił elementu pojazdu podczas tej misji.

## Przebieg misji Apollo 8
| Czas T+     | Manewr                                      | Czas trwania pracy rakiety | Zmiana prędkości | Orbita           |
| ----------- | ------------------------------------------- | -------------------------- | ---------------- | ---------------- |
| T+00:00:00  | Start                                       |                            |                  |                  |
| T+00:02:06  | Wyłączenie centralnego silnika stopnia S-IC | 132 sekund                 |                  |                  |
| T+00:02:34  | Wyłączenie silników stopnia S-IC            | 160 sekund                 | +2304 m/s        |                  |
| T+00:02:36  | Zapłon silników stopnia S-II                |                            |                  |                  |
| T+00:08:44  | Wyłączenie silników stopnia S-II            | 318,4 sekund               | +4108 m/s        |                  |
| T+00:08:45  | Zapłon stopnia S-IVB                        |                            |                  |                  |
| T+00:11:25  | Wyłączenie silników stopnia S-IVB           | 160 sekund                 | +980 m/s         |                  |
| T+00:11:35  | Wejście na orbitę                           |                            |                  | 191,3 × 181,5 km |
| T+02:50:37  | Ponowny zapłon silników stopnia S-IVB       |                            |                  |                  |
| T+02:55:55  | Wyłączenie silników stopnia S-IVB           | 318,4 sekund               | +3040 m/s        |                  |
| T+02:56:05  | Opuszczenie orbity okołoziemskiej           |                            |                  |                  |
| T+03:21:00  | Oddzielenie stopnia S-IVB                   |                            |                  |                  |
| T+11:00:00  | Poprawka kursu                              | 14,6 sekund                | 2,6 m/s          |                  |
| T+60:59:55  | Poprawka kursu 2                            | 12,8 sekund                |                  |                  |
| T+69:12:27  | Manewr wejścia na orbitę księżycową 1       | 246,9 sekund               | -894 m/s         | 312,1 × 110,9 km |
| T+73:35:07  | Manewr wejścia na orbitę księżycową 2       | 9 sekund                   | +41 m/s          | 112,4 × 110,6 km |
| T+89:19:17  | Opuszczenie orbity księżycowej              | 203,7 sekund               | +1067 m/s        |                  |
| T+103:59:54 | Poprawka kursu 3                            | 14 sekund                  |                  |                  |
| T+146:28:48 | Odrzucenie modułu serwisowego               |                            |                  |                  |
| T+146:46:13 | Wejście w atmosferę                         |                            |                  |                  |
| T+147:00:42 | Wodowanie                                   |                            |                  |                  |

## Wodowanie
źródło
- Miejsce wodowania: Pacyfik, 8°6′N, 165°1′W.
- Okręt ratowniczy: USS Yorktown
- Podjęcie załogi: 12:20 EST 27 grudnia 1968
- Podjęcie kapsuły CM: 13:20 EST 27 grudnia 1968

## Podsumowanie
źródło
- Pierwsza załogowa misja z wykorzystaniem rakiety nośnej Saturn V.
- Pierwszy załogowy lot w pobliże Księżyca.
- Największa prędkość osiągnięta przez człowieka – 11,04 km/s (podczas wejścia w atmosferę).
- Pierwsza telewizyjna transmisja, ukazująca powierzchnię Księżyca.
- Najdalsza podróż w kosmos z udziałem człowieka.
- Pierwszy lot, podczas którego człowiek opuścił sferę oddziaływania grawitacyjnego Ziemi.

Misja zrealizowała wszystkie wyznaczone zadania. Po raz pierwszy umieszczono statek Apollo wersji Block II na szczycie rakiety Saturn V i był to pierwszy lot załogowy z wykorzystaniem tej rakiety. Po raz pierwszy człowiek wyrwał się ziemskiej grawitacji i znalazł się dalej niż na orbicie wokół naszej planety. Pierwszy raz człowiek osobiście zobaczył niewidoczną z Ziemi odwrotną stronę Księżyca. Obejrzał powierzchnię naszego satelity z odległości 110 kilometrów, a także Ziemię z odległości prawie 400 tysięcy kilometrów.
 Systemy rakiety i statku działały prawidłowo, nie zanotowano żadnych poważnych odstępstw od normy.